# Record de France de natation messieurs du 200 mètres papillon
Le record de France de natation sportive messieurs pour l'épreuve du 200 mètres papillon concerne les records obtenus par les athlètes dans cette épreuve en bassin de 50 et 25 mètres.

## Bassin de 50 mètres
| Temps            | Athlète             | Naissance | Âge | Club                            | Compétition                | Lieu             | Date              |
| ---------------- | ------------------- | --------- | --- | ------------------------------- | -------------------------- | ---------------- | ----------------- |
| 2 min 29 s 7     | René Pirolley       |           |     | Racing Club de France           |                            | Paris Vallerey   | 14 juillet 1957   |
| 2 min 26 s 3     | René Pirolley       |           |     | Racing Club de France           |                            | Paris Vallerey   | 11 août 1957      |
| 2 min 23 s 7     | René Pirolley       |           |     | Racing Club de France           | Championnats d'Europe      | Budapest         | 6 septembre 1958  |
| 2 min 23 s 2     | Jean Pommat         |           |     | Stade français                  |                            | Paris Vallerey   | 20 juillet 1963   |
| 2 min 20 s 9     | Jean Pommat         |           |     | Stade français                  |                            | Orebro           | 18 août 1963      |
| 2 min 20 s 5     | Jean Pommat         |           |     | Stade français                  |                            | Paris Vallerey   | 18 juillet 1964   |
| 2 min 18 s 5     | Jean Pommat         |           |     | Stade français                  |                            | Budapest         | 13 septembre 1964 |
| 2 min 18 s 3     | Jean Pommat         |           |     | Stade français                  |                            | Rome             | 29 juin 1965      |
| 2 min 17 s 8     | Jean Pommat         |           |     | Stade français                  |                            | Paris Vallerey   | 31 juillet 1965   |
| 2 min 17 s 6     | Alain Mosconi       | 1949      | 18  | Cercle des nageurs de Marseille |                            | Paris Vallerey   | 6 août 1967       |
| 2 min 17 s 5     | Alain Mosconi       | 1949      | 18  | Cercle des nageurs de Marseille |                            | Dortmund         | 9 septembre 1967  |
| 2 min 14 s 6     | Alain Mosconi       | 1949      | 19  | Cercle des nageurs de Marseille |                            | Stockholm        | 20 avril 1968     |
| 2 min 14 s 2     | Jean-Noël Reinhardt |           |     | SN Strasbourg                   |                            | Paris Vallerey   | 1er août 1970     |
| 2 min 12 s 2     | Alain Mosconi       | 1949      | 21  | Cercle des nageurs de Marseille |                            | Paris Vallerey   | 1er août 1970     |
| 2 min 11 s 7     | Alain Mosconi       | 1949      | 21  | Cercle des nageurs de Marseille | Championnats d'Europe      | Barcelone        | 10 septembre 1970 |
| 2 min 10 s 1     | Alain Mosconi       | 1949      | 21  | Cercle des nageurs de Marseille | Championnats d'Europe(f)   | Barcelone        | 11 septembre 1970 |
| 2 min 10 s 00    | Eric Eminente       |           |     | Racing Club de France           |                            | Rome             | 27 mars 1977      |
| 2 min 09 s 29    | Eric Eminente       |           |     | Racing Club de France           |                            | Paris Vallerey   | 21 juillet 1977   |
| 2 min 08 s 19    | Michel Bouvier      |           |     | CN V ch                         |                            | Mulhouse         | 13 juillet 1979   |
| 2 min 08 s 04    | Xavier Savin        | 1960      | 19  | Cercle des nageurs du Havre     |                            | Split            | 21 septembre 1979 |
| 2 min 07 s 60    | Xavier Savin        | 1960      | 20  | Cercle des nageurs du Havre     | Championnats de France     | Bordeaux         | 13 avril 1980     |
| 2 min 06 s 30    | F-X. Henry          |           |     | Amiens SC                       |                            | Paris Vallerey   | 25 juillet 1980   |
| 2 min 04 s 91    | Xavier Savin        | 1960      | 21  | Cercle des nageurs du Havre     |                            | Guadeloupe       | 24 avril 1981     |
| 2 min 04 s 66    | Xavier Savin        | 1960      | 22  | Cercle des nageurs du Havre     |                            | Toulouse         | 20 mars 1982      |
| 2 min 04 s 55    | Lionel Horter       |           |     | Mulhouse Olympic Natation       | Championnats de France     | Paris            | 13 août 1984      |
| 2 min 03 s 22    | Christophe Bordeau  | 1968      | 18  | Enfants de Neptune de Tours     |                            | Rennes           | 6 mars 1986       |
| 2 min 02 s 98    | Christophe Bordeau  | 1968      | 18  | Enfants de Neptune de Tours     |                            | Millau           | 17 juillet 1986   |
| 2 min 02 s 55    | Christophe Bordeau  | 1968      | 19  | Enfants de Neptune de Tours     |                            | Strasbourg       | 22 août 1987      |
| 2 min 02 s 07    | Christophe Bordeau  | 1968      | 20  | Enfants de Neptune de Tours     |                            | Vittel           | 18 mars 1988      |
| 2 min 01 s 91    | Christophe Bordeau  | 1968      | 20  | Enfants de Neptune de Tours     | Championnats de France(s)  | Dunkerque        | 5 août 1988       |
| 2 min 01 s 14    | Christophe Bordeau  | 1968      | 20  | Enfants de Neptune de Tours     | Championnats de France(f)  | Dunkerque        | 5 août 1988       |
| 2 min 01 s 05    | Christophe Bordeau  | 1968      | 21  | Enfants de Neptune de Tours     | Championnats d'Europe      | Bonn             | 19 août 1989      |
| 1 min 59 s 00    | Franck Esposito     | 1971      | 20  | Cachalots de Six-Fours          | Championnats du monde      | Perth            | 12 janvier 1991   |
| 1 min 58 s 98    | Franck Esposito     | 1971      | 20  | Cachalots de Six-Fours          | Championnats de France     | Saint-Étienne    | 30 avril 1991     |
| 1 min 58 s 75    | Franck Esposito     | 1971      | 21  | Cachalots de Six-Fours          | Jeux Olympiques (s)        | Barcelone        | 30 juillet 1992   |
| 1 min 58 s 51    | Franck Esposito     | 1971      | 21  | Cachalots de Six-Fours          | Jeux Olympiques (f)        | Barcelone        | 30 juillet 1992   |
| 1 min 57 s 58    | Franck Esposito     | 1971      | 22  | Cercle des nageurs d'Antibes    | Championnats de France     | Mennecy          | 21 avril 1993     |
| 1 min 57 s 24    | Franck Esposito     | 1971      | 26  | Cercle des nageurs d'Antibes    | Championnats d'Europe      | Séville          | 23 août 1997      |
| 1 min 56 s 32    | Franck Esposito     | 1971      | 27  | Cercle des nageurs d'Antibes    | Championnats du monde      | Perth            | 14 janvier 1998   |
| 1 min 56 s 17    | Franck Esposito     | 1971      | 28  | Cercle des nageurs d'Antibes    | Championnats de France     | Dunkerque        | 12 mai 1999       |
| 1 min 55 s 63    | Franck Esposito     | 1971      | 29  | Cercle des nageurs d'Antibes    | Mare Nostrum               | Rome             | 31 mai 2000       |
| 1 min 55 s 03 RE | Franck Esposito     | 1971      | 30  | Cercle des nageurs d'Antibes    | Championnats du monde (d)  | Fukuoka          | 23 juillet 2001   |
| 1 min 54 s 62 RE | Franck Esposito     | 1971      | 31  | Cercle des nageurs d'Antibes    | Championnats de France (f) | Chalon-sur-Saône | 18 avril 2002     |
| 1 min 54 s 32    | Léon Marchand       | 2002      | 20  | Dauphins du TOEC                | Championnats du monde (d)  | Budapest         | 20 juin 2022      |
| 1 min 53 s 37    | Léon Marchand       | 2002      | 20  | Dauphins du TOEC                | Championnats du monde (f)  | Budapest         | 21 juin 2022      |
| 1 min 52 s 43    | Léon Marchand       | 2002      | 21  | Dauphins du TOEC                | Championnats du monde (f)  | Fukuoka          | 26 juillet 2023   |
| 1 min 51 s 21    | Léon Marchand       | 2002      | 22  | Dauphins du TOEC                | Jeux olympiques (f)        | Paris            | 31 juillet 2024   |

## Bassin de 25 mètres
| Temps            | Athlète         | Naissance | Âge | Club                         | Compétition             | Lieu                 | Date             |
| ---------------- | --------------- | --------- | --- | ---------------------------- | ----------------------- | -------------------- | ---------------- |
| 2 min 04 s 79    | Christian Donzé |           |     | Cercle des nageurs d'Antibes |                         |                      |                  |
| 2 min 04 s 48    | Xavier Savin    |           |     | Cercle des nageurs du Havre  | Meeting Arena (f)       | Boulogne-Billancourt | 1981             |
| -----            |                 |           |     |                              |                         |                      |                  |
| 2 min 01 s 63    | Lionel Horter   |           |     | Mulhouse Olympic Natation    | Championnats interclubs | Boulogne-Billancourt | 29 janvier 1984  |
| -----            |                 |           |     |                              |                         |                      |                  |
| 1 min 58 s 23    | Franck Esposito | 1971      | 19  | AS Cachalots de Six-Fours    |                         | Cannes               | 16 décembre 1990 |
| 1 min 54 s 67 RM | Franck Esposito | 1971      | 21  | AS Cachalots de Six-Fours    |                         | Paris                | 1er février 1992 |
| 1 min 54 s 62    | Franck Esposito | 1971      | 22  | Cercle des nageurs d'Antibes | Championnats interclubs | Boulogne-Billancourt | 19 décembre 1993 |
| 1 min 53 s 05 RM | Franck Esposito | 1971      | 23  | Cercle des nageurs d'Antibes | Coupe du monde          | Paris                | 26 mars 1994     |
| 1 min 51 s 58 RM | Franck Esposito | 1971      | 30  | Cercle des nageurs d'Antibes | Championnats interclubs | Antibes              | 14 janvier 2001  |
| 1 min 51 s 31    | Franck Esposito | 1971      | 30  | Cercle des nageurs d'Antibes | Championnats interclubs | Dunkerque            | 23 décembre 2001 |
| 1 min 50 s 73 RM | Franck Esposito | 1971      | 31  | Cercle des nageurs d'Antibes | Championnats interclubs | Antibes              | 8 décembre 2002  |